# Katarina Gustafsson
Katarina Gustafsson, född 27 mars 1947, är en svensk skådespelare.
Gustafsson debuterade i film- och TV-sammanhang i rollen som Ariel i 1974 års TV-teateruppsättning av Stormen. I filmen Den allvarsamma leken (1977) spelade hon Dagmar Randel, byggmästardotter. Hon har även medverkat i TV-serierna Varuhuset (1989), Smash (1990) och Du bestämmer (1995).

## Filmografi
- 1974 – Stormen
- 1977 – Den allvarsamma leken
- 1989 – Varuhuset (TV-serie)
- 1990 – Smash (TV-serie)
- 1995 – Du bestämmer (TV-serie)

## Teater

### Roller
| År   | Roll                                                    | Produktion                                                                       | Regi              | Teater      |
| ---- | ------------------------------------------------------- | -------------------------------------------------------------------------------- | ----------------- | ----------- |
| 1971 |                                                         | Sagan om Lättja Barbro Rask                                                      | Anders Frambäck   | Riksteatern |
| 1974 | Junia                                                   | Britannicus Jean Racine                                                          | Ernst Günther     | Dramaten    |
| 1979 | Maria                                                   | Kollontaj Agneta Pleijel                                                         | Alf Sjöberg       | Dramaten    |
| 1980 | Monika Stettler                                         | Fysikerna (Die Physiker) Friedrich Dürrenmatt                                    | Per Sjöstrand     | Dramaten    |
| 1988 | Skökan Borgarkvinnan Kyrkvaktarens mor Paret i prologen | Mäster Olof August Strindberg                                                    | Lennart Hjulström | Dramaten    |
| 1988 | Natasja Frieda Lemonaddamen En brunett i salongen       | Mästaren och Margarita (Мастер и Маргарита, Master i Margarita) Michail Bulgakov | Jurij Ljubimov    | Dramaten    |
| 1990 | Katarina Leczinska                                      | Carl XII August Strindberg                                                       | Jan Bergman       | Dramaten    |
| 1991 | Fru Montague                                            | Romeo och Julia (The Tragedy of Romeo and Juliet) William Shakespeare            | Peter Langdal     | Dramaten    |
| 1994 | Lina Sångerskan Kokotten Edith                          | Ett drömspel August Strindberg                                                   | Robert Lepage     | Dramaten    |